# La Banda Bassotti - Bassotti contro Deposito
La Banda Bassotti - Bassotti contro Deposito (più semplicemente Bassotti contro Deposito. Titolo originale: The Beagle Boys Vs. The Money Bin) è una storia della Walt Disney realizzata dal cartoonist statunitense Don Rosa nel 2001. La storia è stata pubblicata in Italia per la prima volta nel marzo 2002, all'interno del volume Barks' Friends (Super Disney # 24) edito da Disney Italia; è stata poi successivamente riproposta sulla rivista Zio Paperone (N.153 del giugno 2002).
Tale storia è stata realizzata per celebrare il 50º anniversario dalla nascita della Banda Bassotti.

## Trama
All'inizio del racconto i Bassotti si recano nella prigione di Paperopoli per fare visita a Nonno Bassotto. In quest'occasione il nonno informa i nipoti di aver ricordato il nome dell'architetto presente a Paperopoli quando Paperone si trasferì, tale F. L. Drake. I Bassotti, entrando nei sotterranei della città, ritrovano il progetto architettonico del deposito, venendo così a conoscenza di un collegamento che porta ad esso tramite il pozzo della vecchia città. Sfruttando dunque questa scoperta, decidono di intrufolarsi all'interno del deposito, riuscendo nell'impresa. 
Ma è proprio all'interno di questo edificio che nascono una serie di problematiche: infatti i Bassotti finiscono, uno dopo l'altro, intrappolati dentro la costruzione. 
Nel frattempo Paperone ritorna al deposito dopo una giornata passata in biblioteca. Attraversando diverse stanze passa accanto ai Bassotti, ma, essendo molto stanco, si accorge della loro presenza solo dopo essersi sdraiato sul letto. 
La storia si chiude con Nonno Bassotto che apprende la notizia della cattura dei Bassotti da parte del deposito, nella sua cella, ascoltando la comunicazione tra due agenti di polizia.

## Riferimenti
Il tema della Paperopoli sotterranea era già stato affrontato da Don Rosa nella storia Zio Paperone in qualcosa di veramente speciale. In tale storia i sotterranei fungevano da base per i diversi rivali di Paperone. Come si apprende dalle parole di Nonno Bassotto all'inizio di questa storia, i suoi nipoti utilizzano ancora i sotterranei come propria base in quanto privati ed economici.
Ancora una volta Don Rosa non perde occasione per omaggiare Doretta Doremì, sebbene stavolta lo faccia in maniera implicita: infatti in una scena due Bassotti scoprono un quadro, che contiene una donna bionda dal vestito scintillante (glittering, nella versione originale, chiaro riferimento al nome americano di Doretta, Glittering Goldie), che viene da loro scambiata per una debitrice. Verso la fine del racconto Paperone, prima di spegnere la luce, augura la buona notte al quadro.